# Kompienga (Burkina Faso)
Kompienga ist sowohl eine Gemeinde (französisch commune urbaine) als auch ein dasselbe Gebiet umfassendes Departement im westafrikanischen Staat Burkina Faso, in der Region Est und der Provinz Kompienga. Die Gemeinde hat 29.609 Einwohner.